# Antunhac
Antunhac (nom occità; el nom oficial francès és Antugnac) és una vila del departament de l'Aude, al districte de Limós i al cantó de Coisan, amb prop de 300 habitants, situada a 265 metres d'altura sobre el nivell del mar, a la vall del rierol Croux. El terme té una superfície de 949 hectàrees. La seva església està dedicada a Sant Andreu i té un mur de defensa.
Anomenada antigament Antigniacum, Antuniachum o Antinhacum, va ser part de l'abadia i del comtat d'Alet, i va pertànyer als senyors de Lespinet i de Rouvenac. El castell va ser construït pels senyors el 1615.
La seva activitat principal és la producció de vi de les seves 150 hectàrees de vinya, on es produeix la Blanqueta de Limós, i hi sobresurt l'anomenat "domini de Cairac". Per Sant Andreu s'hi fa la festa del vi.